# Ivo de Grandmesnil
Ivo de Grandmesnil (Yves, c. 1064-1102), fue un noble anglonormando, sheriff de Leicester. Hijo de Hugo de Grandmesnil y Aélis [Adeliza] de Beaumont, hija de Yves de Beaumont, señor de Conflans. 
Participó en la rebelión de 1088 de los nobles contra Guillermo Rufus. Tras el fracaso, para evitar la ira del rey inglés, se unió a Roberto Curthose en la primera cruzada (1096) como cruzado de Tierra Santa. Custodio del «honor de Grandmesnil» que ostentaba su padre pero lo cedió a Roberto de Meulan durante el reinado de Enrique I de Inglaterra para financiar sus viajes a Jerusalén. Las crónicas citan que sufrió las burlas de los normandos durante el sitio de Antioquía, cuando él y otros compatriotas entraron en pánico, saltaron las murallas de la ciudad y huyeron para intentar regresar a casa. Tras la muerte de su padre en 1098, heredó la ciudad y el castillo de Leicester y otras propiedades, asumiendo el título de sheriff de Leicester.
Siguiendo su perfil rebelde, se sumó a los barones que apoyaron las reclamaciones de Roberto Curthose contra su hermano Enrique I. En 1102, después de que el intento de colocar a Curthose en el trono inglés fracasara, Ivo fue severamente multado por el rey Enrique I por librar una guerra privada contra sus vecinos. Buscó el apoyo de Roberto de Meulan, quien aceptó ayudarle a recuperar el favor del rey y tomó hipotecadas las tierras de Ivo durante quince años a cambio de una gran suma que Ivo utilizaría para regresar a Tierra Santa. Además, aceptó casar a la hija pequeña de su hermano Henry de Beaumont, primer conde de Warwick, con el hijo pequeño de Ivo, y devolverle las tierras hipotecadas al hijo.
Ivo de Grandmesnil y su esposa murieron durante la peregrinación a Palestina en 1101 o 1102, pero Roberto de Beaumont conservó el control de sus propiedades incluso después de transcurridos los quince años, desposeyendo a los hijos de Ivo. Los intentos en su lecho de muerte de inducirlo a devolverlos no tuvieron éxito. Dos años más tarde, Enrique I hizo planes para devolver las tierras a los hijos, que probablemente servían en la casa del rey, pero ambos murieron en el naufragio del Barco Blanco en 1120.

## Herencia
Se casó con (Felia?) van Gant (c. 1070-1102), una hija de Gilbert de Gant. Fruto de esa relación nacieron varios hijos:
- Yves II de Grandmesnil (m. 25 de noviembre de 1120), ahogado en el naufragio de Barco Blanco;
- Hugo II de Grentemesnil (m. 22 de febrero de 1094 en Leicester);
- Guillermo de Grandmesnil (m. 25 de noviembre de 1120), ahogado en el naufragio de Barco Blanco;
- Gervasio de Grentemesnil (apodado el Bretón, c. 1075 y 1125).